# 서동원 (1973년)
서동원(徐東元, 1973년 12월 12일 ~ )은 대한민국의 전 축구 선수이자 현 축구 지도자로 현재 K리그1의 대구 FC팀의 수석코치을 맡고 있으며 동명이인의 1975년생 전 축구 선수 서동원이 있다.

## 클럽 경력
유소년 시절이던 1991년 중동고등학교의 전국대회 우승에 기여한 뒤 이듬해인 1992년 고려대학교에서 활동한 이후 1997년 울산 현대와 입단 계약을 체결하며 프로에 입문했지만 건강 악화로 인해 3시즌동안 22경기 단 2골을 그치면서 울산과의 계약을 종료했다.
울산과의 결별 후 2000년 독일 3. 리가 소속팀인 아인트라흐트 트리어에 입단했다가 3개월만에 계약 해지 통보를 받았고 2001년 포항 스틸러스 입단을 통해 국내로 복귀했지만 단 1경기도 출전하지 못한 채 결국 사실상 선수 활동을 그만두었다.

## 국가대표팀 경력
U-20 대표팀 시절 FIFA U-20 월드컵(1991년, 1993년) 본선에 2번 출전하여 이 중 1991년 대회에서 남북단일팀 소속으로 팀의 8강 진출에 일조했고 이후 1998년 A대표팀의 일원으로 국제 A매치 3경기를 소화했다.

## 지도자 경력
2002년 대한축구협회에서 지도자 수업을 받은 후 지도자 자격을 취득하여 2005년 당시 신생팀인 창원시청의 수석 코치로 본격적인 지도자의 길로 들어섰다.
그러나 그 당시 창원시청은 선수 인력이 부족했기에 서 감독이 선수 명단에 자신의 이름을 올려 2006년 1경기에 출전했고 이는 서 감독 자신의 마지막 경기가 되었다.
그 후 2008년 P급 지도자 자격증을 취득한 뒤 당시 자신의 모교인 고려대학교 축구부 감독이었던 조민국 감독의 권유로 고려대학교 코칭스태프에 전격 합류했으며 2010년 심판 매수 사건에 연루되며 물러난 김상훈 감독을 대신해 감독 대행을 맡았다가 같은 해 7월 고려대학교 축구부의 정식 사령탑에 취임했다.
고려대 감독에 취임한 이후 10년간 5번의 U리그 권역 우승, 2017년 대회 최초 왕중왕전 2연패, 춘계대학축구연맹전 및 추계대학축구연맹전을 비롯해 무려 6번의 우승을 이끌어냈으며 2010년 전국대학축구대회 최우수지도자상, 2016년 대한축구협회 올해의 지도자상에 선정되며 지도력을 인정받았다.
이후 2021년에는 한국프로축구연맹 기술위원회 기술연구그룹 위원으로 활동했고 같은 해 4월 16일 가족 문제로 사임한 칼 도드 감독을 대신해 20일 괌 축구 국가대표팀의 감독으로 취임하여 5월 23일 중국 쑤저우에서 열린 중국과의 2022년 FIFA 월드컵 아시아 지역 2차 예선 A조 6차전에서 생애 첫 대표팀 감독 데뷔전을 치렀다.
그러나 혼다 게이스케 총괄 매니저가 이끄는 캄보디아와의 2023년 AFC 아시안컵 예선 플레이오프에서 1·2차전 합계 1-3의 완패를 당하며 2023년 AFC 아시안컵 3차 예선 진출이 좌절되었고 이후 2022년 괌 대표팀 감독직에서 물러났다.

## 수상

### 클럽
- 2010년 : 제11회 전국대학축구대회 우승
- 2010년 : 제11회 전국대학축구대회 최우수지도자상